# Javier Jiménez Báez
Javier Jiménez Báez   (Alajuela, 1 d'agost de 1952) fou un futbolista costa-riqueny de la dècada de 1970.
Fou 30 cops internacional amb la selecció de Costa Rica.
Pel que fa a clubs, destacà a Alajuelense.